# Veniliornis chocoensis
El carpintero del Chocó (Veniliornis chocoensis) es una especie de ave piciforme de la familia Picidae que vive en Sudamérica noroccidental.

## Distribución y hábitat
Se encuentra en las selvas húmedas costeras de Colombia y Ecuador.